# EM i kortbanesvømning 2015
EM i kortbanesvømning 2015 fandt sted fra den 2. til 6. december 2015 i Netanya i Israel. Stævnet blev afholdt i det nybyggede Wingate Institut. Komplekset har en olympisk svømmepool med 10 baner. Derudover er der en 8-bane 50 m pool og en 6-bane 25 m pool.
Mesterskabets svømmere blev hædret: Katinka Hosszú fra Ungarn og Gregorio Paltrinieri fra Italien. Hosszú vandt seks guldmedaljer og en sølv og slog to verdensrekorder samt en mesterskabsrekord, mens Paltrinieri vandt en guldmedalje i 1500 meter fri, hvor han slog verdensrekorden.
Ungarn vandt flest guld, dernæst kom Italien og Tyskland. Sverige endte på en delt 5. plads sammen med Polen. Danmark blev nummer 13 med 3 sølv og en bronzemedalje. Jeanette Ottesen vandt to sølv og en bronze og Viktor Bromer vandt en bronze for Danmark.

## Medaljeoversigt
Værtsnation 
| Placering | Land           | Guld | Sølv | Bronze | Total |
| --------- | -------------- | ---- | ---- | ------ | ----- |
| 1         | Ungarn         | 11   | 3    | 1      | 15    |
| 2         | Italien        | 7    | 5    | 5      | 17    |
| 3         | Tyskland       | 4    | 2    | 1      | 7     |
| 4         | Rusland        | 3    | 7    | 7      | 17    |
| 5         | Polen          | 3    | 2    | 2      | 7     |
| 5         | Sverige        | 3    | 2    | 2      | 7     |
| 7         | Storbritannien | 2    | 7    | 2      | 11    |
| 8         | Holland        | 2    | 3    | 4      | 9     |
| 9         | Finland        | 2    | 0    | 0      | 2     |
| 10        | Belgien        | 1    | 3    | 1      | 5     |
| 11        | Slovenien      | 1    | 0    | 0      | 1     |
| 11        | Ukraine        | 1    | 0    | 0      | 1     |
| 13        | Danmark        | 0    | 3    | 1      | 4     |
| 14        | Israel         | 0    | 2    | 1      | 3     |
| 15        | Hviderusland   | 0    | 1    | 3      | 4     |
| 16        | Frankrig       | 0    | 1    | 1      | 2     |
| 17        | Island         | 0    | 0    | 2      | 2     |
| 17        | Tyrkiet        | 0    | 0    | 2      | 2     |
| 19        | Kroatien       | 0    | 0    | 1      | 1     |
| 19        | Grækenland     | 0    | 0    | 1      | 1     |
| 19        | Irland         | 0    | 0    | 1      | 1     |
| 19        | Litauen        | 0    | 0    | 1      | 1     |
| 19        | Norge          | 0    | 0    | 1      | 1     |
| 19        | Portugal       | 0    | 0    | 1      | 1     |
| Total     | Total          | 40   | 41   | 41     | 122   |

## Deltagende lande
500 svømmere fra 48 nationer deltog ved konkurrencen. De eneste medlemmer af LEN, der ikke deltog var Gibraltar, Monaco, Montenegro og San Marino.
- Albanien (2)
- Andorra (2)
- Armenien (2)
- Østrig (19)
- Aserbajdsjan (3)
- Hviderusland (13)
- Belgien (11)
- Bosnien-Hercegovina (3)
- Bulgarien (2)
- Kroatien (9)
- Cypern (2)
- Tjekkiet (27)
- Danmark (8)
- Estland (16)
- Færøerne (3)
- Finland (22)
- Frankrig (13)
- Georgien (2)
- Tyskland (27)
- Storbritannien (12)
- Grækenland (3)
- Ungarn (27)
- Island (3)
- Irland (2)
- Israel (46) (Værtsland)
- Italien (36)
- Kosovo (2)
- Letland (3)
- Liechtenstein (1)
- Litauen (7)
- Luxembourg (6)
- Makedonien (1)
- Malta (2)
- Moldova (3)
- Holland (13)
- Norge (8)
- Polen (8)
- Portugal (14)
- Rumænien (5)
- Rusland (38)
- Serbien (7)
- Slovakiet (12)
- Slovenien (10)
- Spanien (4)
- Sverige (7)
- Schweiz (11)
- Tyrkiet (18)
- Ukraine (5)

## Eksterne links
- Officiel hjemmeside Arkiveret 29. december 2015 hos  Wayback Machine